# David van der Poel
David van der Poel (Wilrijk, 15 juni 1992) is een in België geboren Nederlands voormalig wielrenner. Hij was gespecialiseerd in het veldrijden. Van der Poel komt uit een echte wielerfamilie, hij is de zoon van ex-wereldkampioen veldrijden Adrie van der Poel en de kleinzoon van de Franse wielrenner Raymond Poulidor. Ook zijn broer Mathieu van der Poel is wielrenner.

## Biografie
Van der Poel was bij de jeugd geen veelwinnaar, maar wist wel verschillende grote crossen te winnen. Zo werd hij zowel in het seizoen 2009-2010, als in het seizoen 2012-2013 Nederlands kampioen veldrijden bij respectievelijk de junioren en de beloften. In 2010 het eindklassement van de wereldbeker voor junioren, door de manches in Roubaix en Hoogerheide te winnen.
Sinds september 2014 komt Van der Poel uit bij de elite. Tijdens zijn eerste nationaal kampioenschap begin 2015 werd hij onmiddellijk tweede op 39 seconden van zijn broer Mathieu. Een jaar later moest hij tevreden zijn met brons. Op het WK 2016 behaalde hij toen een zesde plek. In december 2017 boekte Van der Poel zijn eerste grote overwinning. Tijdens de Zilvermeercross in Mol klopte hij met grote voorsprong Corné van Kessel en Tom Meeusen. Later dat seizoen wist hij ook voor het eerst op het podium van een belangrijke klassementscross te eindigen. In de Superprestige van Hoogstraten eindigde hij als derde, op acht seconden van de tweede Laurens Sweeck. In het seizoen 2018-2019 slaagde Van der Poel erin het eindklassement van de EKZ CrossTour op zijn naam te schrijven, na overwinningen in de manches van Baden en Hittnau.
Op de weg boekte David van der Poel zijn eerste overwinning in 2018. Hoe won te Sélestat de eerste rit van de Ronde van de Elzas. Hij klopte in de massaspurt de Ier Matthew Teggart. 
In 2020 kreeg Van der Poel last van een slepende rugblessure. De blessure werd ondanks behandelingen alleen maar erger. Na het NK Veldrijden 2022 in Rucphen stopte Van der Poel zijn veldritseizoen en ging hij dit keer langs bij Geert Mahieu, de specialist die ook zijn broer behandelde. Hij vond de oorzaak en David moest zes weken totale rust houden, en de eerste drie weken stil liggen. Het daaropvolgende seizoen 2022-2023 reed Van der Poel een kort programma met vooral zand- en moddercrossen. Crossen met veel draaien en keren werden overgeslagen, want ze waren te belastend voor de rug.

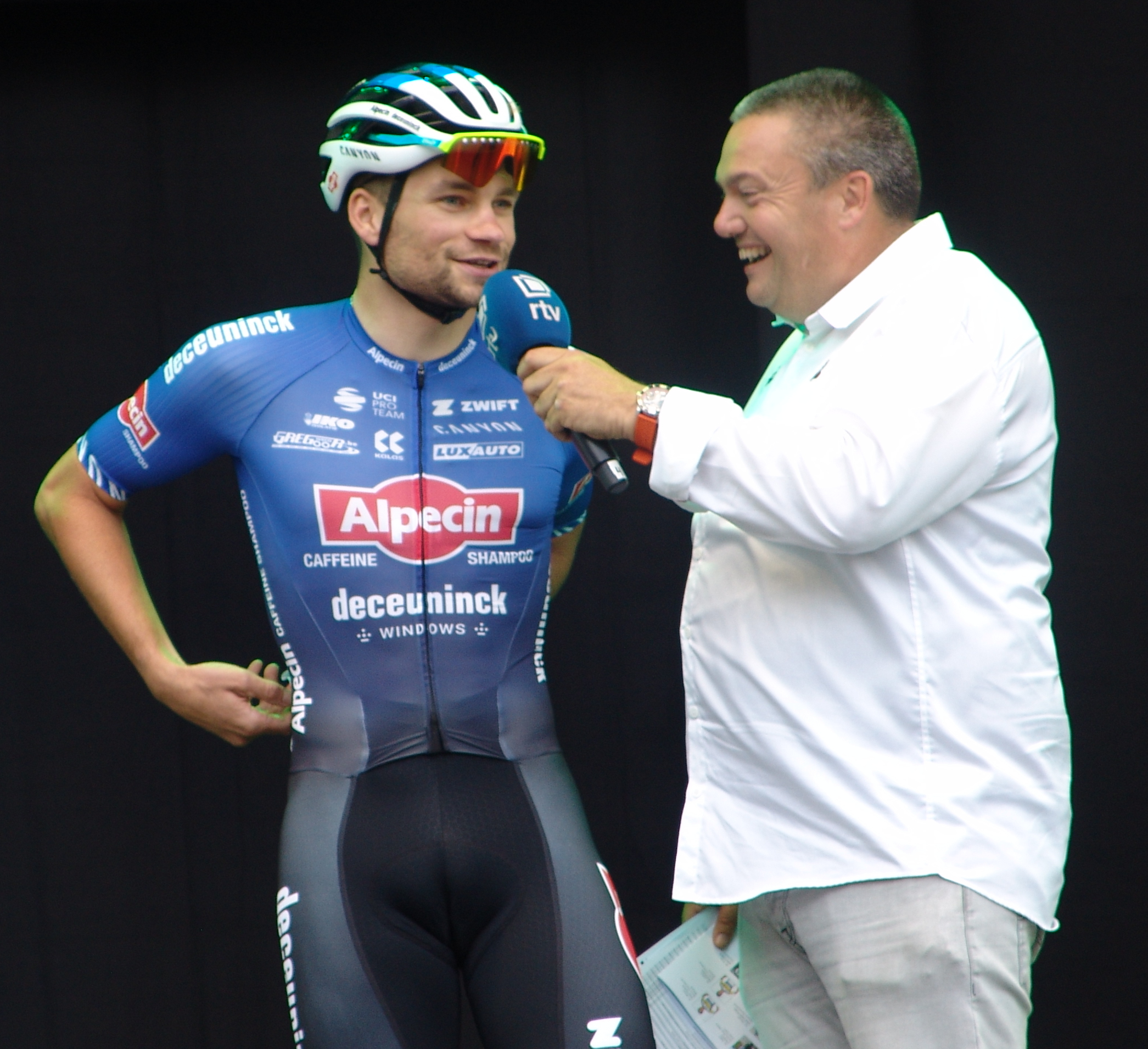
Van Der Poel in het na-Tourcriterium van Herentals (2022)

Van der Poel rijdt al gedurende zijn hele carrière voor de Belgische professionele continentale wielerploeg Alpecin-Fenix. Voor het wegseizoen van 2023 stapte Van der Poel over naar de opleidingsploeg van Alpecin-Deceuninck. Hij maakte plaats in het WorldTeam voor Jason Osborne.
Op 17 oktober 2023 eindigde de 31-jarige van der Poel als tweede in de 88e editie van de Sluitingsprijs Putte-Kapellen. Het was de laatste wedstrijd in zijn professionele carrière als wielrenner.

## Palmares

### Wegwielrennen
2018 - 2 zeges
3e etappe Triptyque Ardennais
1e etappe Ronde van de Elzas
2019 - 1 zege
Proloog Ronde van de Elzas (TTT)
2020 - 3 zeges
1e, 4e en 5e etappe Ronde van Vlaams-Brabant
2021 - 1 zege
5e etappe Ronde van Vlaams-Brabant

### Veldrijden

#### Overwinningen
| Seizoen   | Wereldbeker | TOI TOI Cup | EKZ CrossTour                  | WK  | EK  | NK  | Overige                          | Totaal aantal zeges |
| --------- | ----------- | ----------- | ------------------------------ | --- | --- | --- | -------------------------------- | ------------------- |
| 2014-2015 |             |             |                                | 33e | NVT | ↑   | Pétange, Bussnang                | 2                   |
| 2015-2016 |             | Tábor       | Hittnau                        | 6e  | 21e | ↑   |                                  | 2                   |
| 2016-2017 |             | Slaný       |                                | 30e | 11e | 5e  | Iowa                             | 2                   |
| 2017-2018 |             | Kolin       |                                | 17e | 5e  | ↑   | Lutterbach, Illnau, Mol, Rucphen | 5                   |
| 2018-2019 |             |             | Baden, Hittnau, Eindklassement | 20e | 13e | 8e  | Ilnau, Lutterbach                | 4                   |
| 2019-2020 |             |             |                                | 15e | DNS | 8e  | Vittel                           | 1                   |
| 2020-2021 |             |             |                                | 21e | 23e | NVT | Troyes                           | 1                   |
| 2021-2022 |             |             |                                | DNS | DNS | 6e  | Karrantza                        | 1                   |
| Totaal    | 0           | 3           | 3 (1x Eindklassement)'         | 0   | 0   | 0   | 12                               | 18                  |

Resultatentabel Elite
| Seizoen   | WK  | EK  | NK   | Klassementen | Klassementen | Klassementen | Klassementen | Klassementen | Klassementen | Klassementen | UCI-ranking | Podia | Podia  | Podia | Aantal crossen |
| Seizoen   | WK  | EK  | NK   | WB           | SP           | Trofee       | EKZ          | TOI TOI      | CdF          | CdE          | UCI-ranking | Goud  | Zilver | Brons | Aantal crossen |
| --------- | --- | --- | ---- | ------------ | ------------ | ------------ | ------------ | ------------ | ------------ | ------------ | ----------- | ----- | ------ | ----- | -------------- |
| ↓ Elite ↓ |     |     |      |              |              |              |              |              |              |              |             |       |        |       |                |
| 2014-2015 | 33e |     | ↑    | 18e          | 11e          | 38e          | 8e           | DNS          | DNS          |              | 15e         | 2     | 3      | 2     | 34             |
| 2015-2016 | 6e  | 21e | ↑    | 29e          | 24e          | 21e          | 15e          | 24e          | DNS          |              | 22e         | 2     | 0      | 1     | 34             |
| 2016-2017 | 30e | 11e | 5e   | 16e          | 9e           | 20e          | DNS          | 35e          | DNS          |              | 21e         | 2     | 0      | 0     | 39             |
| 2017-2018 | 17e | 5e  | ↑    | 20e          | 10e          | 41e          | 17e          | 21e          | DNS          | DNS          | 11e         | 5     | 1      | 1     | 36             |
| 2018-2019 | 20e | 13e | 8e   | 18e          | 15e          | 24e          | ↑            | 43e          | DNS          | DNS          | 11e         | 4     | 1      | 4     | 38             |
| 2019-2020 | 15e | DNS | 8e   | 29e          | 17e          | 20e          | 5e           | DNS          | DNS          | DNS          | 28e         | 1     | 3      | 1     | 34             |
| 2020-2021 | 21e | 23e | Afg. | 37e          | 34e          | 30e          | 33e          | DNS          | DNS          | DNS          | 29e         | 1     | 0      | 0     | 28             |
| 2021-2022 | DNS | DNS | 8e   | 29e          | –            | 37e          |              | DNS          | 37e          | ↑            | 32e         | 1     | 5      | 0     | 29             |
| Totaal    | –   | –   | –    | –            | –            | –            | 1            | –            | –            | –            | –           | 18    | 13     | 9     | 172            |

#### Jeugd
| Categorie | Seizoen   | Wereldbeker                          | Superprestige                                   | Bpost bank trofee | WK  | EK  | NK | Overige    | Totaal aantal zeges |
| --------- | --------- | ------------------------------------ | ----------------------------------------------- | ----------------- | --- | --- | -- | ---------- | ------------------- |
| Junioren  | 2008-2009 |                                      | Veghel-Eerde                                    |                   | 18e | DNS | ↑  |            | 1                   |
| Junioren  | 2009-2010 | Roubaix, Hoogerheide, Eindklassement | Gavere, Hamme, Gieten, Zonhoven, Eindklassement | Loenhout          | 8e  | 26e | ↑  | Eversel    | 9                   |
| Junioren  | Totaal    | 2 (1x eindklassement)                | 5 (1x eindklassement)                           | 1                 | 0   | 0   | 1  | 1          | 10                  |
| Beloften  | 2010-2011 |                                      |                                                 |                   | DNS | DNS | 7e |            | 0                   |
| Beloften  | 2011-2012 |                                      |                                                 |                   | 13e | DNS | ↑  |            | 0                   |
| Beloften  | 2012-2013 |                                      |                                                 | Hamme             | 20e | 21e | ↑  | Valkenburg | 3                   |
| Beloften  | 2013-2014 |                                      |                                                 |                   | 6e  | —   | ↑  |            | 0                   |
| Beloften  | Totaal    | 0                                    | 0                                               | 1                 | 0   | 0   | 1  | 1          | 3                   |

## Ploegen
- 2014 –  BKCP-Powerplus
- 2015 –  BKCP-Corendon
- 2016 –  Beobank-Corendon
- 2017 –  Beobank-Corendon
- 2018 –  Corendon-Circus
- 2019 –  Corendon-Circus
- 2020 –  Alpecin-Fenix
- 2021 –  Alpecin-Fenix
- 2022 –  Alpecin-Fenix
- 2023 –  Alpecin-Deceuninck Development Team

Adams · Albert · Bosmans · Cant · Franzoi · Huenders · Jouffroy · Meisen · Šimůnek · van der Poel · Vanthourenhout · Vermeersch · Walsleben
Adams · Albert · Bosmans · Meisen · Petruš · Šimůnek · van der Poel · D.Vanthourenhout · M.Vanthourenhout · Vermeersch · Walsleben
Adams · Albert · Bosmans · Hoeyberghs · Jauregui · Meisen · Petruš · van der Poel · D.Vanthourenhout · M.Vanthourenhout · Vermeersch · Walsleben
Albert · Baestaens · Bosmans · Hoeyberghs · Petruš · Ťoupalík · D. van der Poel · M. van der Poel · Walsleben · Wouters
Baestaens · Boroš · Bosmans · Caluwé · Hoeyberghs · Petruš · Ťoupalík · D. van der Poel · M. van der Poel · Walsleben · Wouters
Baestaens · Boroš · Bosmans · Caluwé · Dekker · Hoeyberghs · Jaspers · Ťoupalík · D. van der Poel · M. van der Poel · Walsleben
Bosmans · Caluwé · Cant · Dekker · Hoeyberghs · Meeusen · Meisen · Ťoupalík · Turner · Vandebosch · D. van der Poel · M. van der Poel · Vermeersch · Walsleben
Caluwé · Dekker · del Carmen Alvarado · Meeusen · Meisen · Rouiller · Ťoupalík · Turner · Vandebosch · Vandeputte · D. van der Poel · M. van der Poel · Vermeersch
Cortjens · De Bondt · Dekker · del Carmen Alvarado · Devolder · Eibl · Fagerhaug · Hansen · Jans · Janssens · Meeusen · Meisen · Merlier · Rickaert · Rouiller · Stallaert · Tulett · Turner · D. van der Poel · M. van der Poel · Vandeputte · van Trijp · Vergaerde · Vermeersch · Walsleben · Benoist (stagiair) · Clé (stagiair)
Benoist · De Bondt · del Carmen Alvarado · De Tier · Eibl · Fagerhaug · Gaze · Hansen · Jans · Janssens · Krieger · Leysen · Meisen · Merlier · Modolo · Pieterse · Richardson · Rickaert · Riesebeek · Rouiller · Sbaragli · Sweeck · Thwaites · Tullet · Vakoč · D. van der Poel · M. van der Poel · Vergaerde · Vermeersch · Vervaeke · Walsleben ·  · Cortjens (stagiair) · Hendrikx (stagiair) · Kielich (stagiair) · Petruš (stagiair) · Vandeputte (stagiair)
Anderson · Bayer · De Bondt · del Carmen Alvarado · De Tier · De Vreese · Dillier · Eibl · Jans · Janssens · Krieger · Leysen · Meisen · Merlier · Meurisse · Modolo · Philipsen · Pieterse · Planckaert · Richardson · Rickaert · Riesebeek · Sbaragli · Sweeck · Taminiaux · Thwaites · Tulett · Vakoč · D. van der Poel · M. van der Poel · Vergaerde · Vermeersch · Vervaeke · Vine · Walsleben
Anderson · Ballerstedt · Bax · Bayer · De Bondt · De Tier · Dillier · Gaze · Gogl · Janssens · Krieger · Leysen · Mareczko · Merlier · Meurisse · Oldani · Philipsen · Planckaert · Rickaert · Riesebeek · Sbaragli · Stannard · Taminiaux · Thwaites · Van Den Bossche · D. van der Poel · M. van der Poel · Van Keirsbulck · Vermeersch · Vermote · Vine